# 卢思源
卢思源（1933年10月—2020年1月20日），男，广东中山人，中国应用语言学家，英语教育家。上海理工大学外语学院教授。

## 生平
1956年毕业于复旦大学外文系英国语言文学专业。1979年参与创立上海机械学院科技外语系。1987年至1988年，担任美国纽约市立大学皇后學院客座教授。1988年11月至1996年5月，担任上海机械学院文理学院院长（1994年改称华东工业大学）。1996年6月，担任新成立的上海理工大学外语学院院长。2000年8月退休。
1987年至2002年，担任上海市外文学会常务副会长，主持工作；2003年至2012年，担任会长；2012年之后为名誉会长。1995年至2004年，担任上海市科技翻译学会会长。
2020年1月20日晚19时20分因心力衰竭逝世，享年86岁。

## 贡献
将《简·爱》等文学作品翻译为中文。出版《英语陷阱：难句句式精解》《英语迷津：相似词语辨析》等专著。主编《汽车英语》《工程师英语》《外经贸英语》《新编实用翻译教程（英汉互译）》等高校教材，《英语短语动词用法词典》《科技英语词语用法词典》《实用大学生英语学习词典》《高级英语用法词典》等工具书。代表性论文《展望21世纪的翻译教学与研究》《ESP/EST纵横谈》《英语科技论文文摘的特点和翻译》等。
1993年主编《工程师英语》并任该套教材电视录像片主讲，其电视节目曾由中国中央电视台连续播放五年。他参与创办的“华东外语论坛”有力推动了中国外语教学和改革。2017年荣获上海首届外语“终生成就奖”。